# Aríbal

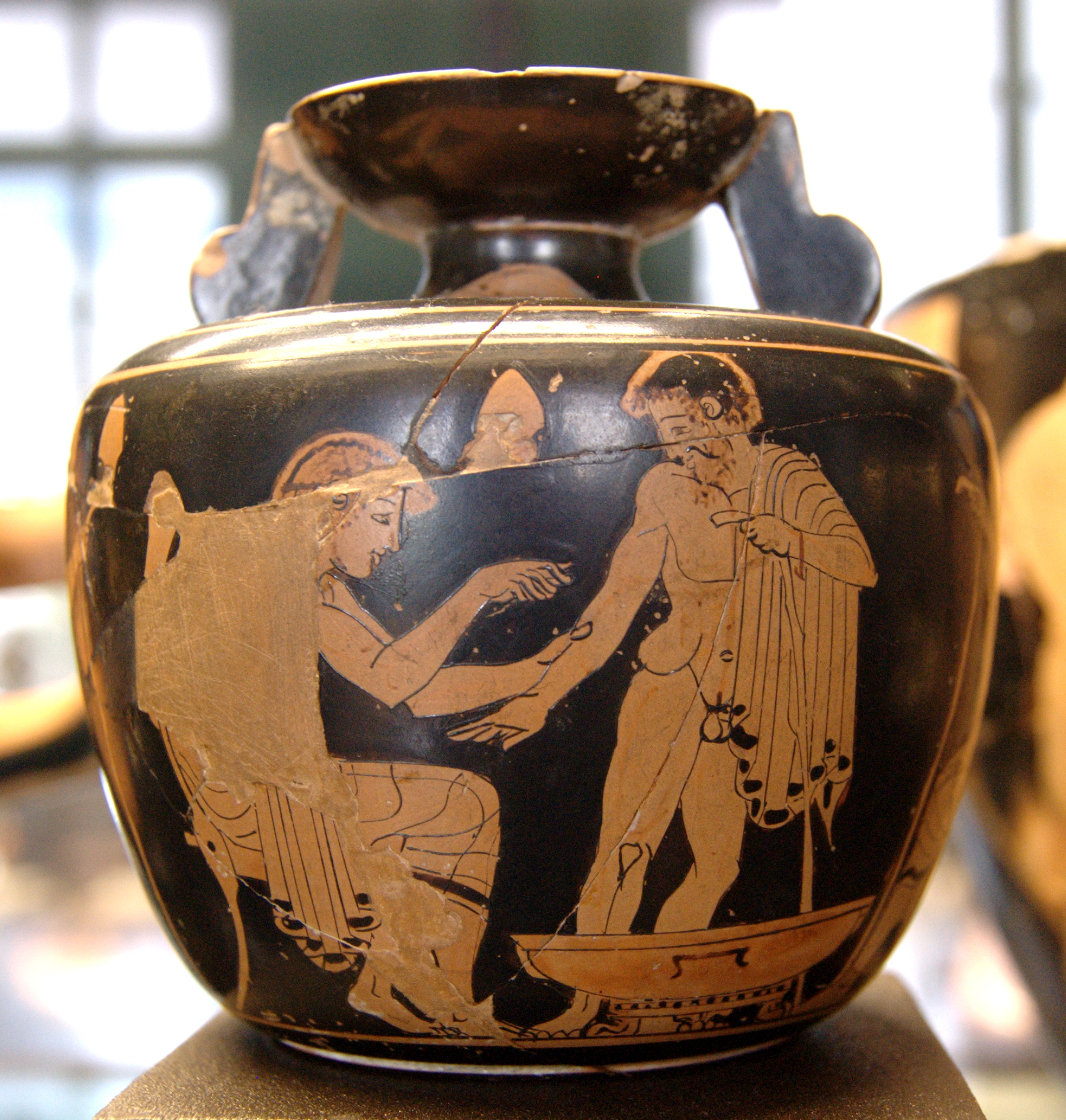
Aríbal àtic de figures vermelles (ca. 480-470 a. C.

Un aríbal o aribal (grec ἀρύβαλλος, arýbal·los) és un recipient o vas usat a l'antiga Grècia en forma de petita ampolla panxuda amb coll estret i boca en forma de disc, per la qual cosa Ateneu de Nàucratis la comparava amb una bossa tancada. L'arrel d'aquesta paraula és αρυω que significa "extreure". A més d'aparèixer en diverses pintures, la seva utilització es dedueix a partir d'un text de Juli Pòl·lux, on es descriu com a un envàs per conservar l'oli perfumat destinat a la cura del cos, habitual en els banys i entre l'aixovar dels atletes. Pel seu suposat ús en ritus funeraris va ser substituït pel lècit.
És una de les gerres més antigues conegudes, i es portava conjuntament amb l'estrígil al bany. Aquests recipients acostumaves a estar ricament decorats amb temes mitològics.